# Vieillevigne (Haute-Garonne)
Vieillevigne (okzitanisch: Vièlhavinha) ist eine französische Gemeinde mit 349 Einwohnern (Stand: 1. Januar 2022) im Département Haute-Garonne in der Region Okzitanien (vor 2016 Midi-Pyrénées). Sie gehört zum Arrondissement Toulouse und zum Kanton Revel. Die Einwohner werden Vieillevignois genannt.

## Lage
Vieillevigne liegt in der Kulturlandschaft Lauragais am Canal du Midi sowie am Flüsschen Thésauque. Umgeben wird Vieillevigne von den Nachbargemeinden Montesquieu-Lauragais im Westen und Norden und, Saint-Rome im Norden und Osten sowie Gardouch im Osten und Süden.
Im Norden der Gemeinde zweigt die Autoroute A66 von der Autoroute A61 ab.

## Bevölkerungsentwicklung
| Jahr                       | 1962 | 1968 | 1975 | 1982 | 1990 | 1999 | 2006 | 2013 | 2020 |
| Einwohner                  | 120  | 123  | 111  | 124  | 153  | 174  | 273  | 300  | 358  |
| Quellen: Cassini und INSEE |      |      |      |      |      |      |      |      |      |

## Sehenswürdigkeiten
- Kirche Saint-Étienne
- Schloss Vieillevigne aus dem 16. Jahrhundert, Anbauten aus dem 17./18. Jahrhundert, seit 2001 Monument historique

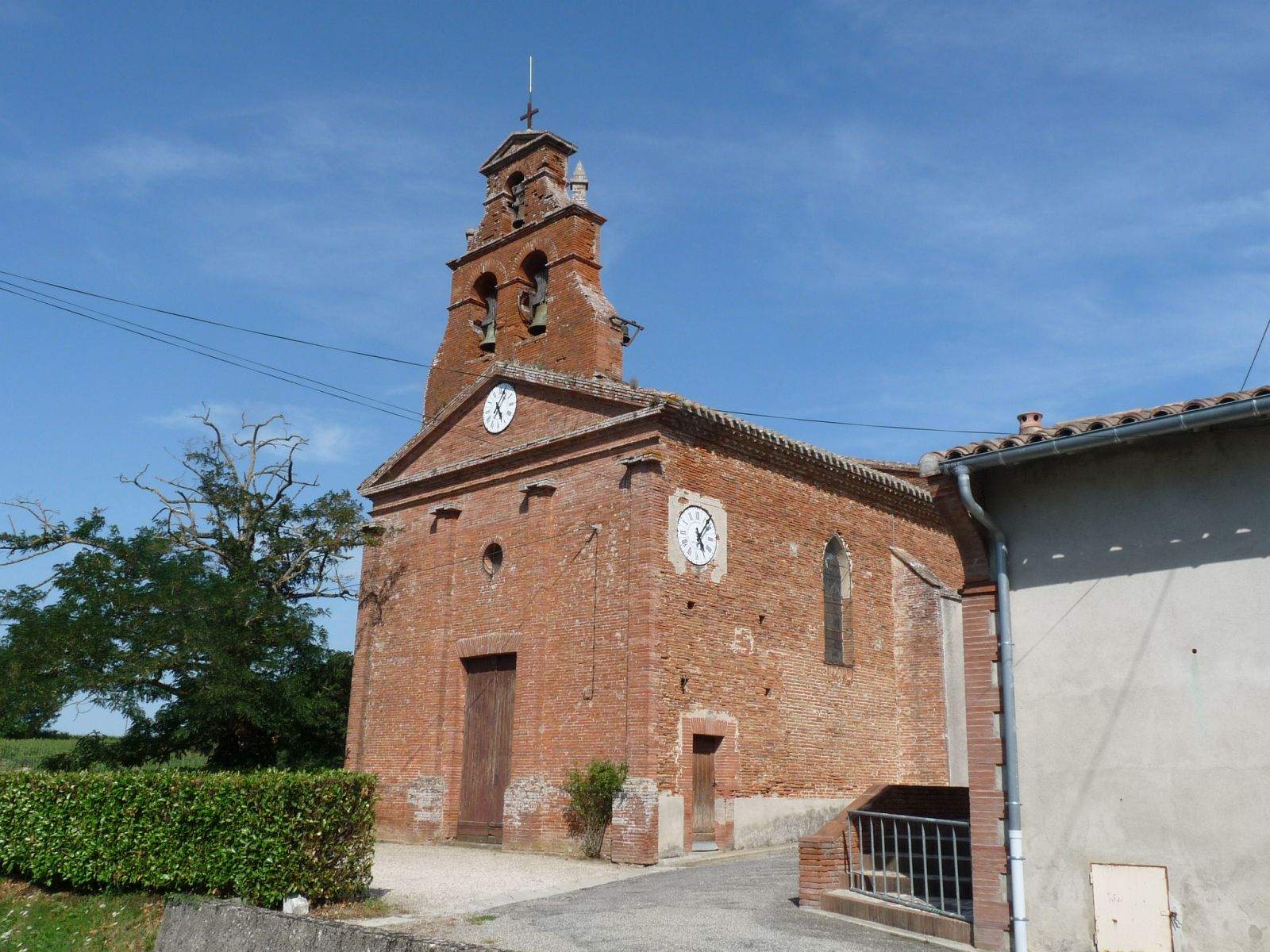
Kirche Saint-Étienne
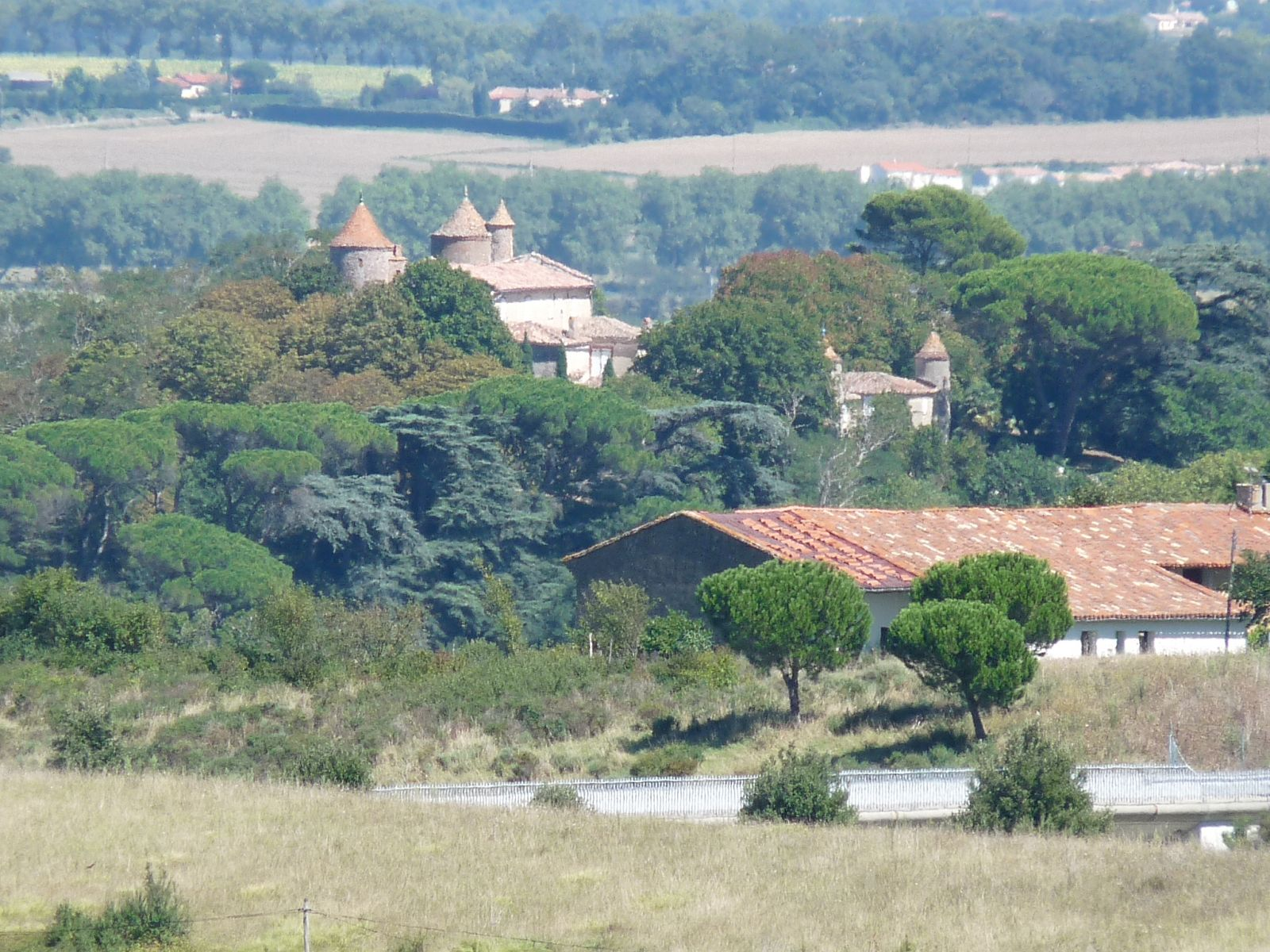
Schloss Vieillevigne
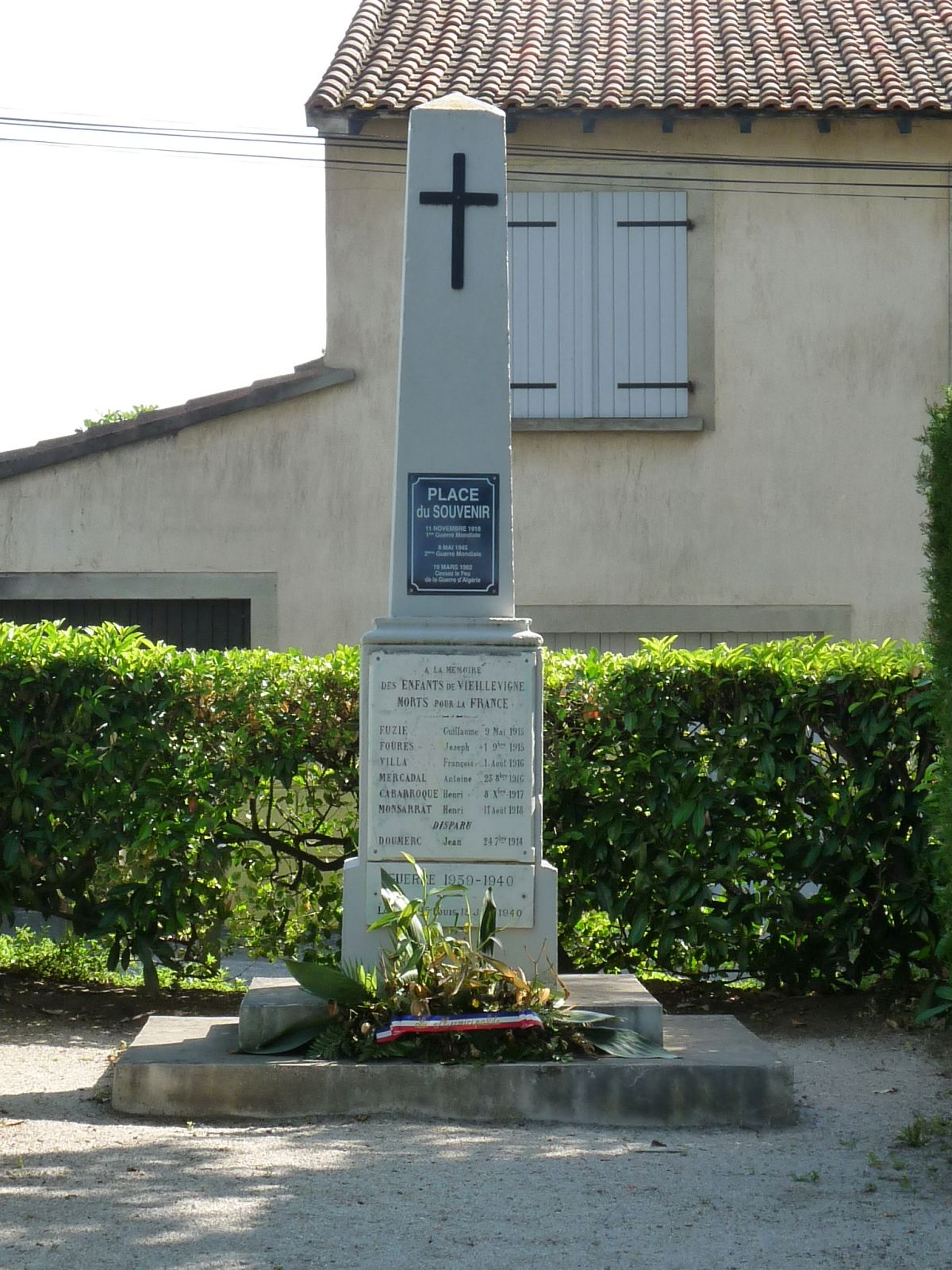
Gefallenendenkmal
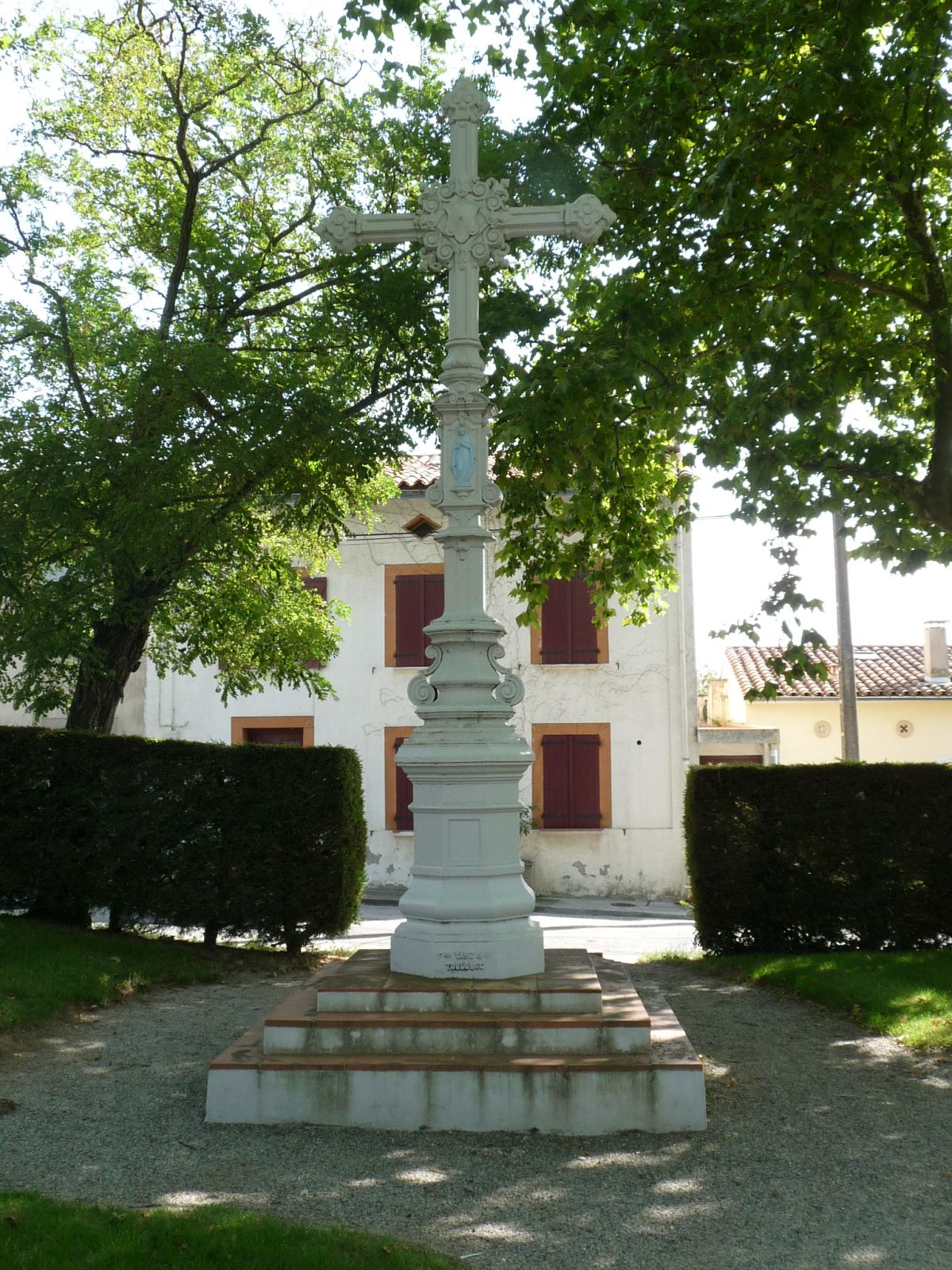
Wegkreuz